# Symantec
Symantec är ett multinationellt datasäkerhetsföretag grundat år 1982. Det har idag över 12 000 anställda.
Symantec tillhandahåller klientskydd och andra typer av säkerhetsverktyg, både under varumärket Norton (konsumentmarknaden) och Symantec (företagsmarknaden). Namnet Norton kommer från köpet av Peter Norton Computing 1990 från grundaren Peter Norton. Företaget har köpt upp en rad datasäkerhetsföretag, däribland Blue Coat Systems (webb- och nätverkssäkerhet), MessageLabs (epostsäkerhet), PGP (kryptering), Vontu (dataskydd), Luminate (Software-Defined Perimeter), Fireglass (Isolation) och Altiris.
Symantec har ett svenskt kontor i Stockholm.